# 大坪利晋
大坪 利晋（おおつぼ りしん、1848年（嘉永元年2月） - 1901年（明治34年）2月4日）は、日本の政治家、衆議院議員（1期）。

## 経歴
肥前国松浦郡福江村(のち長崎県南松浦郡福江村→福江町→福江市、現・五島市)生まれ。福江藩育英館で学ぶ。福江藩御秘筆下書役、同側小姓となる。のち、佐賀県神埼郡長、佐賀典獄、会計検査院属を務めた。
1892年の第2回衆議院議員総選挙において長崎5区から中央交渉会で立候補して当選した。衆議院議員を1期務め、1894年3月の第3回衆議院議員総選挙は不出馬。同年9月の第4回衆議院議員総選挙では国民協会から立候補して落選した。1901年に死去した。